# Wisław z Kościelca

Siegel

Wisław z Kościelca (auch Wisław Zabawa) († 14. März 1242 in Krakau) war ab 1229 Bischof von Krakau. Seine Familie gehörte zur Wappengemeinschaft Zabawa.

## Leben
Wisław wurde in Kościelec bei Proszowice geboren. Er wurde bei seiner Wahl zum Krakauer Bischof 1229 von Heinrich dem Bärtigen unterstützt. Der Papst bestätigte seine Wahl 1231. In seinem Geburtsort stiftete er eine spätromanische Kirche, die bis zum heutigen Tag erhalten ist. 1234 holte er die Zisterzienser nach Ludźmierz und 1240 nach Szczyrzyc. 1237 siedelte er die Franziskaner in Krakau an. 1241 erlebte er den Tatarensturm auf Krakau.